# Lichtstrahlen (1890–1895)
Lichtstrahlen war eine sozialistische und freidenkerische Zeitschrift in Berlin von 1890 bis 1895.

## Geschichte
Am 1. September 1890 erschien die erste Ausgabe der Lichtstrahlen. Blätter für volksverständliche Wissenschaft. Zugleich Unterhaltungsblatt und litterarischer Wegweiser für das Volk. Herausgeber waren Bruno Sommer und Bernhard Kampffmeyer, leitender Redakteur Hermann Teistler und der Verleger Otto Harnisch in Berlin. Diese gehörten zum neu entstandenen Verein Unabhängiger Sozialisten.

„Das vorliegende Unternehmen, mit dem wir vor das Publikum, insbesondere aber vor den deutschen Arbeiter treten, soll seinen Teil dazu beitragen, durch belehrende Artikel aus dem Gebiete der Naturwissenschaften, Geschichte, Staats- und Gesellschaftswissenschaft, Pädagogik und Literaturgeschichte 'Mehr Licht' in die Köpfe zu bringen. Die 'Lichtstrahlen' sollen hineinfallen in die kleinste Hütte, in den düstersten Winkel und dieselben erhellen, Aufklärung, Wissen hineintragen."“

Der Titel wurde bald in Lichtstrahlen, . Blätter für volksverständliche Wissenschaft und götterlose Weltanschauung. Zugleich Unterhaltungsblatt und litterarischer Wegweiser für das Volk geändert.
Einige Hefte wurden in der folgenden Zeit verboten. Seit 1894 war die Zeitschrift Organ der Humanistischen Gemeinde Berlin (Freidenker).
Hermann Teistler und Otto Harnisch wurden im November 1894 wegen Verbreitung unerlaubten Schrifttums verhaftet und danach zu 1 bzw. 1½ Jahren Gefängnis verurteilt. Die Zeitschrift bestand noch kurze Zeit weiter und wurde dann eingestellt.

## Autoren
In der Zeitschrift Lichtstrahlen wurden Texte von sozialistischen Autoren veröffentlicht
- Richard Blank
- Max Böhm
- B. Braun
- Paul Ernst
- Friedrich Förster
- E. Fröbel
- E. H. Herrmann
- E. Hoyer
- Karl Hunger
- Pechuel-Loesche
- J. Roszkowski
- P. A. Rüdt
- W. Sacks
- Balduin Säuberlich (Pseudonym?)
- Bruno Sommer
- H. Thorwald
- Th. Trede
- Julius Türk
- Bruno Wille
- Hermann Wolf
- B. Zöllner